# Awa (Ici)
Pour plus de détails, voir Fiche technique et Distribution.
Awa (Ici) est un film congolais réalisé par la cinéaste et réalisatrice Deborah Basa, co-produit avec Tshoper Kabambi, sorti en 2019,.

## Synopsis
A seulement 12 ans, Divine (Miriam Eale) aide sa mère (Starlette Matata) à vendre les omelettes dans un marché nocturne de Kinshasa.
Ce soir là leur objectif était de trouver de quoi payer les frais scolaires le lendemain pour permettre à Divine d'entrer en classe. Comme toutes les nuits les deux femmes doivent faire face aux exigences des clients et à l'ambiance suspecte de la nuit.

## Fiche technique
- Réalisateur : Deborah Basa Kabambi
- Scénariste : Deborah Basa Kabambi
- Acteurs : Starlette Mathata, Miriam Eale, Laza,Deborah Basa Kabambi
- Cadreur : Kadhafi Mbuyamba
- Directeurs de la photo : Nelson Makengo & Pacifique Tabaro
- Directeur de la production : Kadhafi Mbuyamba
- Son : Michée Bazik
- Producteurs : Tshoper Kabambi & Deborah Basa Kabambi
- Sociétés de production : Gikas Films & Ligne Verte Films
- Distribution : Bimpa Productions

## Distribution
- Starlette Mathata : Mère
- Miriam Sale : Divine
- Francine Mwika : Pauline
- Giresse Kassonga : Policier
- Plotin Dianani : Violeur
- Khadafi Mbuyamba : Collecteur de taxe

## Distinctions
- Prix de la Critique, 2020 à la 15e des Rencontres du Film Court Madagascar, Antananarivo,
- Prix Sudu Connexion, 2020